# Urbana TeVe
URBANA TeVé es un canal de televisión abierta, comunitario y gratuito, poseedor de una licencia otorgada por el Estado Nacional, Resolución N° 1098/ 2015 A.F.S.C.A., para emitir en el canal 32.2, a través del sistema de Televisión Digital Abierta.
Así mismo, emite para y desde el Barrio Padre Carlos Mugica, Villa 31 y 31 bis, a través del Canal 5 de aire y del canal 14 de la distribuidora de cable local.

## Historia
El canal comenzó emitiendo de manera analógica en marzo del año 2010, las empresas de cable todavía no ingresaban a las villas. Las emisiones tenían un alcance limitado que cubría toda la superficie de la villa y llegaba hasta Retiro. Luego el canal se incorporó a una distribuidora de cable pequeña que había comenzado a funcionar en la villa y que, tras un proceso de crisis, fue apropiada y convertida en cooperativa por sus trabajadores. Hoy esa distribuidora tiene más de 10.000 abonados aproximadamente en el barrio y también sale por televisión digital abierta.
En el 2015 lograron el reconocimiento oficial luego del concurso y obtener la licencia otorgada por el Estado. Es un hito en la historia de la comunicación Argentina que haya un canal reconocido por el Estado que emita desde un barrio popular, que produzca sus contenidos y que tenga sus estudios ahí.
Actualmente su director es Milcíades Peña (hijo).